# 4655 Marjoriika
4655 Marjoriika (1978 RS) là một tiểu hành tinh vành đai chính được phát hiện ngày 1 tháng 9 năm 1978 bởi N. S. Chernykh ở Nauchnyj.